# Karl Weber (przedsiębiorca)
Karl Weber (ur. 1 czerwca 1903 w Aalen) – niemiecki przedsiębiorca, działacz biznesowy, doktor ekonomii, radny Rady Miejskiej Łodzi podczas II wojny światowej oraz działacz bojówek nazistowskich Sturmabteilung.

## Życiorys
Pracował w bankowości, a następnie odbył studia prawnicze i politologiczne na Uniwersytecie w Tybindze i Uniwersytecie Monachijskim. W 1929 obronił pracę doktorską pt. „Wpływ reparacji na gospodarkę światową” (niem. Einwirkungen der Reparationen auf die Weltwirtschaft), w 1930 zaś zamieszkał w Łodzi, gdzie został członkiem zarządu Textilwerke Carl Steinert AG. Był współzałożycielem Towarzystwa Pomocy Niemcom Rzeszy w Łodzi (niem. Hilfs-vereins der Reichsdeutschen im Lodsch). Po rozpoczęciu okupacji niemieckiej Łodzi we wrześniu 1939 roku został szefem Okręgowej Izby Handlowo-Przemysłowej w Lltzmannstadt. W 1941 Został także mianowany przez sekretarza stanu Ministerstwa Gospodarki Rzeszy – Friedricha Landfrieda – szefem Wirtschaftsgrupe Textilindustrie (Grupy Ekonomicznej Przemysłu Włókienniczego). W 1942 został współwłaścicielem i członkiem zarządu dawnej Fabryki Izraela Poznańskiego.
Był wiceprezesem Poznańskiej Izby Przemysłowo-Handlowej, wiceprezesem Izby Gospodarczej Kraju Warty. Po uniezależnieniu się Izby Przemysłowo-Handlowej Litzmannstadt został jej pierwszym prezesem. Był również komendantem okręgu wojskowego, powiatowym doradcą gospodarczym, radnym Rady Miejskiej Litzmannstadt oraz SA Sturmhauptführerem.

## Publikacje
- Karl Weber, Die Einwirkungen der Reparationen auf die Weltwirtschaft, G. Fischer, 1931[3].